# Battaglia di Inkerman
La battaglia di Inkerman ebbe luogo a Inkerman il 5 novembre 1854 fra l'armata russa e una coalizione franco-anglo-turca nel corso della guerra di Crimea.

## Contesto
I russi, nonostante il tentato attacco a Balaklava, non avevano raggiunto l'obiettivo principale di tagliare fuori le truppe nemiche impegnate nell'assedio di Sebastopoli dalla loro base di approvvigionamento, sita, appunto, a Balaklava.
I russi comunque resistevano ancora all'assedio della loro piazzaforte.
Il loro nuovo obiettivo era quello di strappare alla coalizione l'altura di Inkerman situata nei pressi del campo inglese e mal difesa. La sera prima i russi avevano ricevuto dei rinforzi costituiti da una formazione di trentamila uomini comandati dal generale Dannenberg e dal granduca Michel-Alexandre.

## Il piano russo
I russi sapevano che l'armata alleata era divisa in due corpi di spedizione, uno che teneva d'assedio Sebastopoli e l'altro tenuto di riserva e adibito a rispondere a eventuali attacchi provenienti dall'esterno.
Il campo degli inglesi era dominato dall'altura di Inkerman. Lo Stato maggiore inglese aveva commesso l'errore di non difendere adeguatamente questa altura. Essi vi avevano piazzato un piccolo drappello munito di due cannoni, assolutamente insufficiente a evitare una scalata del monte.
Accanto a questa altura, vicino a Sebastopoli, vi era una serie di piccole collinette che dividevano le due divisioni francesi facenti parte del corpo di riserva.
Lungo tutta la linea l'unico punto inaccessibile era l'altura di Inkerman. E fu dunque qui che i generali Menchikov e Dannenberg decisero di passare, forti delle loro forze cinque volte più numerose di quelle francesi, pensando che le forze nemiche, mal equipaggiate e in minoranza numerica non potessero resistere all'attacco di sorpresa.
Una volta conquistata questa altura, i russi avrebbero potuto bombardare il campo inglese sottostante mentre due colonne di fanteria avrebbero stretto ai fianchi il nemico impedendogli la ritirata verso Balaclava, operando così la ricongiunzione col resto dell'esercito russo tra queste linee e quella degli scavi.
Allo stesso tempo, la guarnigione di Sebastopoli doveva fare una sortita, ponendo fine all'assedio e cogliendo il nemico tra due fuochi.
In questo modo i due eserciti alleati non avrebbero avuto che la possibilità di volgere precipitosamente verso il mare con l'intenzione di lasciare libero il campo. Il piano era certamente abile ma non andò a buon fine.

## Sviluppi
I generali russi scelsero la mattina del 5 novembre per iniziare la battaglia. Aveva piovuto tutta la notte; una nebbia spessa nascondeva le alture e copriva la valle di Inkerman. All'alba, grazie all'oscurità, e approfittando della nebbia, un potente corpo d'armata russo forte di 40 000-45 000 uomini, equipaggiato di artiglieria, si avvicinò silenziosamente sulla destra degli inglesi, e percorse la collina sulla quale era posta la debole difesa nemica, costituita da 8 000 britannici. Le stazioni avanzate della 2ª divisione inglese, sorprese nel sonno, ripiegarono in fretta e furia, dando l'allarme. Presto tutte le alture furono conquistate dai soldati russi che avanzavano in forze. Le loro grandi mantelle grigie li rendevano quasi invisibili nella nebbia, spesso anche ad alcuni passi di distanza. Tutte le stazioni di guardia avanzate degli inglesi furono distrutte, e la guarnigione che copriva la loro linea destra venne forzata. I russi v'impiantarono la loro artiglieria e cominciarono a tirare sul campo inglese.
All'inizio dell'attacco, la fanteria, la cavalleria e l'artiglieria russe avevano messo in atto un'azione dimostrativa nella valle di Balaclava per attirare in questo punto l'attenzione dei francesi, accampati sulle alture che la dominavano, e impedir loro di andare in soccorso degli inglesi. Ma il generale Pierre Joseph François Bosquet che comandava il corpo di osservazione francese, comprese che si trattava di un falso attacco.
La colonna russa si avvicinò alla collina tenuta dai britannici inferiori della Seconda Divisione di tre volte ai nemici, i quali furono avvertiti dell'avanzata nemica dalla fucileria della Divisione Leggera britannica.
Dopo una lunga sparatoria il maggior generale inglese decise di attaccare i russi i quali provarono a bombardare la collina senza sapere che i britannici non erano più lì.
Dopo una cruenta battaglia in cui gli inglesi devastarono le linee russe uccidendo il generale russo la colonna dello zar si ritirò, mentre una seconda colonna russa forte di 15000 uomini attaccava la collina da nord.
300 britannici erano rimasti a tenere una fortificazione chiamata "the barrier" sul fianco settentrionale della collina; nonostante in estrema inferiorità numerica questo piccolo gruppo riuscì a mettere in rotta i russi.
La divisione inglese di Cambridge aveva registrato delle perdite enormi perdendo e riprendendo due o tre volte la posizione; il generale Cathcart era stato ucciso. Le divisioni inglesi di Cambridge e Cathcart, avendo conservato il loro ordine di battaglia sotto un fuoco sostenuto, non potevano prolungare tuttavia per molto tempo la lotta. Verso le dieci, un primo corpo francese di 3 000 uomini, comandato dal colonnello Edmond Jean Filhol de Camas, che cadde all'inizio dell'azione salvando la bandiera del reggimento, venne in soccorso mentre, la squadra Monet e la cavalleria Morris di riserva, attaccarono i russi sul fianco. Prima che il nemico avesse il tempo di rendersi conto, un battaglione di zuavi e un battaglione di esploratori algerini si lanciarono sulla fanteria russa.
Allo stesso tempo, verso le 10, una formazione di 8 000 russi tentò di attaccare le prime linee francesi ma fu respinta.
Nel corso di tre ore la battaglia venne vinta dalle forze attaccate: l'altura venne riconquistata e perduta più volte ma alla fine tornò sotto il controllo degli alleati. Dopo mezzogiorno, la squadra Monet giunse sull'altura di Inkerman e completò la disfatta russa.
I russi ebbero fra 11 800 e 18 000 perdite fra morti e feriti, contro 2 600 britannici e 1 400 francesi. Frédéric Henri Le Normand de Lourmel (1811 - 1854), generale di squadra francese, fu ucciso nel corso della battaglia di Inkerman.